# The Virgin of Stamboul
The Virgin of Stamboul (en español, La virgen de Estambul) es una película muda de 1920 dirigida por Tod Browning.
Los protagonistas de esta historia de tonos exóticos fueron Priscilla Dean y Wheeler Oakman que, en la época, eran marido y mujer. Como el jeque brutal aparece Wallace Beery, especializado en papeles de villano.

## Trama
En Constantinopla, el capitán Pemberton, un soldado de fortuna estadounidense al mando de la tropa del Caballo negro, se enamora de la bella mendiga Sari. La chica es testigo del asesinato de un estadounidense por parte del brutal jeque Hamid Pasha que apuñala al joven, que ha entrado en una mezquita, ignorando que un infiel no puede hacerlo. Para impedirle atestiguar en su contra, Hamid decide casarse con ella y confinarla en su harén. Pemberton, que ha descubierto el plan, durante la ceremonia sustituye a Hamid, casándose él con la chica. Pero el jeque, para vengarse del engaño, secuestra a la pareja encerrándola en su fortaleza en el desierto. De allí, Sari logra huir de manera intrépida, corriendo a informar a la tropa del Caballo Negro del peligro que está corriendo su capitán. Los soldados llegan justo cuando Pemberton y Hamid se están batiendo cuerpo a cuerpo. Sari se precipita junto a su marido y recibe ella el golpe fatal destinado a Pemberton.

Priscilla Dean y Wheeler Oakman.

## Producción
La película fue producida por Universal Film Manufacturing Company (con el nombre de Universal Jewel). Se rodó de septiembre a diciembre de 1919; las escenas exteriores se rodaron en Oxnard, en California y en Arizona. La historia original de H. H. Van Loan se tituló Undraped, luego el título fue cambiado a The Beautiful Beggar para luego tomar el definitivo de The Virgin of Stamboul.
Copias completas de la película se conservan en varios archivos: la Cinémathèque Royale de Belgique en Bruselas, el British Film Institute de Londres, y la UCLA Film And Television Archive de Los Ángeles.